# Williams %R
Der Williams Prozent Range, kurz Williams %R oder nur %R, ist ein Indikator der technischen Analyse im Aktienhandel. Dieser Index wurde 1966 von Larry R. Williams (* 1942) entwickelt, um überkaufte und überverkaufte Situationen anzuzeigen.

## Berechnung
Der Williams %R wird mittels der Formel
{\displaystyle \%R={\frac {H_{n}-C_{\text{aktuell}}}{H_{n}-L_{n}}}\cdot (-100)}
berechnet, wobei für {\displaystyle C_{\text{aktuell}}} der aktuelle Schlusskurs, für {\displaystyle H_{n}} der Höchstkurs der letzten {\displaystyle n} Perioden, und für {\displaystyle L_{n}} der Tiefstkurs der letzten {\displaystyle n} Perioden eingesetzt wird. Empfohlen wird die Verwendung der Werte der letzten 14 Perioden (z. B. Tage, Wochen, Monate), es können jedoch auch kleinere Zeitfenster gewählt werden.
Das Ergebnis befindet sich zwischen 0 und −100. Die Nähe zu 0 gibt an, dass die Märkte überkauft sind (Werte zwischen 0 und −20). Durch die Wende des Signals nach unten entsteht ein Verkaufssignal. Werte zwischen −80 und −100 zeigen überverkaufte Situationen an. Durch die Wende des Indikators nach oben entsteht ein Kaufsignal.

## Anwendung
Der Williams Prozent Range gehört zu den Oszillatoren und soll eine entsprechende Kehrtwende im Trend der Kursentwicklung anzeigen. Dabei ist zu beachten, dass ein Erreichen des „Überkauft“- bzw. „Überverkauft“-Bereichs nicht ein sofortiges Handeln anzeigt, da sich der Kurs (einer Aktie oder eines anderen Basiswerts) noch für längere Zeit auf diesem Kurshoch oder Kurstief bewegen kann. Es wird in der Regel empfohlen, eine Anpassung der Future-Kurse abzuwarten, bevor eine Handlung gesetzt wird.
Je kürzer der Anwendungszeitraum für den Williams %R, desto volatiler und folglich wenig aussagekräftiger sind die Ergebnisse.
Der Williams %R gilt als sehr flexibel und kann in allen Märkten und mit allen Zeitvarianten der Charttechnik eingesetzt werden. Vor allem Seitwärtsbewegungen von Kursen können gut analysiert werden.

## Kritik
Aufgrund der stochastischen Prozesse in den Märkten und der Arbeit von Louis Bachelier zu diesem Thema, ist die Beachtung von historischen Werten zur Prognose von zukünftigen Entwicklungen sehr umstritten und mit Vorsicht zu genießen.
Die Random-Walk-Theorie von Bachelier und die davon abgeleitete Markteffizienzhypothese zeigt, dass schon bei schwacher Effizienz historische Daten, auf welche der Williams %R ausschließlich zurückgreift, bereits vollständig im Kurs verarbeitet wurden und zum Zeitpunkt der Veröffentlichung keinen Prognosewert mehr besitzen.
Obwohl die Markteffizienzhypothese seit mehreren Jahrzehnten kritisiert wird, vor allem durch Anomalien, wie dem Januar-Effekt, sind die meisten dieser Anomalien nach ihrem Bekanntwerden wieder verschwunden und Ähnliches muss auch beim Williams %R beachtet werden. Je mehr Marktteilnehmer nach diesem Indikator handeln, desto geringer wird die Eignung des Effekts für eine Prognose.